# 레이튼 미스터리 저니: 일곱 대부호의 음모
《레이튼 미스터리 저니: 일곱 대부호의 음모》(일본어: レイトン ミステリージャーニー カトリーエイルと大富豪の陰謀)은 레벨 5에서 제작하는 닌텐도 3DS및 닌텐도 스위치용 게임이다. 레이튼 교수 시리즈에 이어 레이튼 새 시리즈이다.